# Mitja Birlo
Mitja Birlo (* 1985 in Berlin) ist ein deutscher Koch.

## Werdegang
Birlo begann im Torschreiberhaus in Stadthagen, wechselte zur Traube Tonbach in Baiersbronn und dann zum Restaurant Viajante in London (ein Michelinstern). Dann ging Birlo zum Restaurant Heimberg bei Christian Geisler in Zermatt (ein Michelinstern).
2014 wurde er Souschef im Restaurant Silver in Vals in Graubünden. Hier wurde er im Mai 2018 Küchenchef. Das Restaurant wurde 2019 mit zwei Michelinsternen ausgezeichnet. Im März 2023 hat er das Restaurant verlassen und eine „Kreativpause“ eingelegt.
Seit Dezember 2023 ist er Küchenchef im Restaurant The Counter in Zürich, das mit zwei Michelinsternen und 18 Punkte ausgezeichnet wurde.

## Auszeichnungen
- 2019: Zwei Sterne seit Guide Michelin 2019
- 2021: Koch des Jahres 2022 Gault-Millau[7]
- 2025: Comeback des Jahres 2025 Gault-Millau 2025[8]